# Titularerzbistum Heliopolis in Phoenicia
Heliopolis in Phoenicia (ital.: Eliopoli di Fenicia)  ist ein Titularerzbistum der römisch-katholischen Kirche.
Es geht zurück auf ein früheres Erzbistum in der antiken Stadt Colonia Heliopolis in der spätantiken römischen Provinz Phoenice im heutigen Libanon.
| Titularerzbischöfe von Heliopolis in Phoenicia |                                                   |                                                                   |                    |                    |
| Nr.                                            | Name                                              | Amt                                                               | von                | bis                |
| 1                                              | Luigi Paggi                                       | emeritierter Bischof von Rimini (Italien)                         | 29. September 1876 | 22. Januar 1877    |
| 2                                              | Mario Mocenni                                     | Apostolischer Delegat Apostolischer Internuntius Kurienerzbischof | 24. Juli 1877      | 16. Januar 1893    |
| 3                                              | Agostino Accoramboni                              |                                                                   | 22. Juni 1896      | 17. Mai 1899       |
| 4                                              | Guido Corbelli OFM                                | emeritierter Bischof von Cortona (Italien)                        | 31. August 1901    | 22. Januar 1903    |
| 5                                              | Robert John Seton                                 |                                                                   | 22. Juni 1903      | 22. März 1927      |
| 6                                              | Gerald Patrick O’Hara Titularbischof pro hac vice | Weihbischof in Philadelphia (USA)                                 | 26. April 1929     | 26. November 1935  |
| 7                                              | Alcide Giuseppe Marina CM                         | Apostolischer Delegat Apostolischer Nuntius                       | 7. März 1936       | 18. September 1950 |
| 8                                              | Daniel Rivero Rivero                              | emeritierter Erzbischof von Sucre (Bolivien)                      | 1951               | 23. Mai 1960       |
| 9                                              | Raffaele Calabria                                 | Koadjutorerzbischof von Benevent (Italien)                        | 12. Juli 1960      | 1. Januar 1962     |
| 10                                             | Ottavio De Liva                                   | Apostolischer Internuntius                                        | 18. April 1962     | 23. August 1965    |